# Технічна кераміка

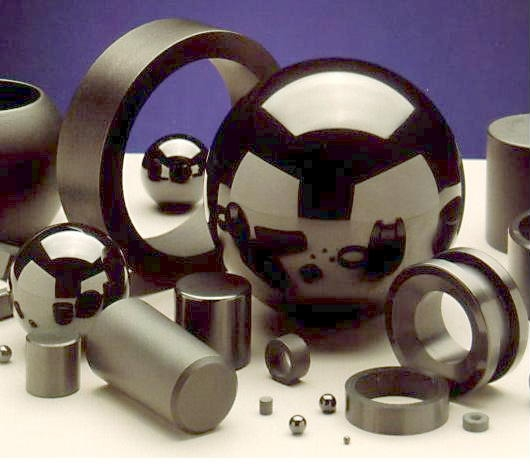
Компоненти підшипників з 100% нітриду кремнію Si_{3}N_{4}

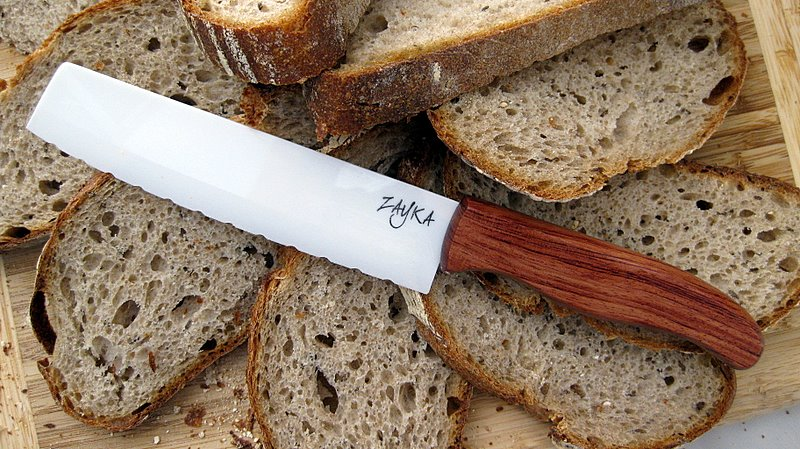
Керамічний ніж

Технічна кераміка — збірна назва для виробів, що характеризуються підвищеною твердістю, жаро- і зносостійкістю. Такі вироби виготовляються спіканням оксидів металу, а також глин та інших сполук з тугоплавкими властивостями.
Кераміка (грецьк. Κεραμεικος — гончарне мистецтво, від keramos — глина), неметалічні матеріали й вироби, що одержують за допомогою спікання глин або порошків  неорганічних  речовин.  За  структурою  кераміка підрозділяється на грубу, яка має грубозернисту неоднорідну в зламі структуру (пористість 5–30 %), і тонку — з однорідною дрібнозернистою структурою (пористість <5 %). До грубої кераміки відносять багато  будівельних  керамічних  матеріалів,  наприклад,  лицьова  цегла,  до тонкої — порцеляна, п'єзо і сегнетокераміку, ферити, кермети, деякі вогнетриви та ін., а також фаянс, напівпорцеляну, майоліку. В особливу  групу  виділяють  так  звану  високопорувату  кераміку  (пористість 30–90 %),  до  якої  звичайно  відносять  теплоізоляційні  керамічні матеріали.
Технічна кераміка знаходить широке застосування в різних областях прикладної діяльності: металообробка, приладобудування, енергетика, електротехніка, електроніка, медицина, екологія і т. д. Таке широке охоплення зумовлене прекрасними структурними, механічними і тепловими властивостями матеріалів.
У хімічній та виробничих сферах використання відповідних виробів підвищують рівень надійності проведених технологічних операцій. З екологічної ж точки зору мова йде про засіб, застосування якого в рамках виробництва сприяє істотному зниженню викидів шкідливих речовин в атмосферу.

## Типи кераміки
Залежно від хімічного складу розрізняють оксидну, карбідну, нітридну, силіцидну та інші типи керамік. Оксидна кераміка  характеризується  високим  питомим  електричним  опором (10–10 Ом см), межею міцності на стиск до 5 ГПа, стійкістю в окисних середовищах у широкому інтервалі температур; деякі види — високотемпературною надпровідністю (наприклад, ітрій-барієва кераміка, кераміка на основі вісмуту або ртуті, пніктогенна та ін.), а також високою вогнетривкістю.  

### Оксидна кераміка
Серед оксидної кераміки вирізняють наступні види:

#### Алюмосилікатнакераміка.
Кераміка на основі SiO2-Al2O3 або з кожного з цих оксидів окремо.  З алюмосилікатної кераміки виготовляють посуд, деталі і футеровку коксових і мартенівських печей, ракет, космічних апаратів і ядерних реакторів,  носії  для  каталізаторів,  корпуси  галогенних  ламп, кісткові імплантати, деталі радіоапаратури та багато чого іншого.

#### Кераміка на основі SiO2та інших оксидів.
Кремнеземна кераміка містить більше 80 % SiO2 і підрозділяється на кварцову і динасову кераміку. Першу виготовляють із кварцового скла або жильного кварцу, другу — спіканням кварциту в присутності Fe2O3 і Са(OH)2 . Кварцова кераміка має високу термічну  й  радіаційну  стійкість,  радіопрозорість,  високу  кислотостійкість  і  вогнетривкість.
До цього типу матеріалів  відносять також  кераміку  складу  SiO2-Al2O3-MgO (кордиеритова), ZrSiO4 (цирконова),  SiO2-Al2О3-Li2О  (сподуменова), SiO2-Al2O3- ВаО (цельзіанова кераміка). Для виготовлення такої кераміки звичайно використовують глину, каолін, тальк, карбонати Ва, Li і Са, MgO, мінерали евкриптит, сподумен, петаліт, ашарит, трепел, вапняк. Застосовують у виробництві  радіотехнічних  деталей,  теплообмінників,  вогнетривів, ізоляторів авто- і авіасвічок та ін.

#### Кераміка на основіTiO2, титанатів і цирконатів Ва, Sr, Pb, а також кераміка на основі ніобатів і танталатів Pb, Ва, К і Na.
Така  кераміка  характеризується  високим  електричним  опором,  високою  діелектричною  проникністю і застосовується  в  електроніці і радіотехніці.

#### Кераміка на основіMgO.
Одержують із магнезиту, доломіту, вапняку, хромомагнезиту, синтетичного MgO. Кераміка із чистого MgO використовується  для  виробництва  ізоляторів  МГД  генераторів, ілюмінаторів літальних апаратів, як носії для каталізаторів.

#### Шпінельна  кераміка  на  основі  феритів  головним  чином Ni, Со, Мn, Са, Mg, Zn.
Має, як правило, феромагнітні властивості і здатна утворювати тверді розчини заміщення. Застосовують таку кераміку  для  виготовлення  магнітопроводів,  сердечників  котушок  та  ін. деталей у пристроях пам'яті тощо.

#### Кераміка  на  основі  оксидів  ВеО,  ZrO2,  HiO2,  Y2О3,  UO2.
Хімічно стійка й термостійка. 

### Карбідна кераміка
До карбідної кераміки відносять карборундову кераміку, а також матеріали на основі карбідів Ti, Nb, W. Всі види такої кераміки мають високі електро- і теплопровідність, вогнетривкість, стійкість в безкисневому  середовищі  (кераміка  на  основі  SiC,  що  стійка  до  1500°С у окисних  середовищах).  Карборундову  кераміку  виготовляють  із порошку SiC або випалом С у Si. Вона має високу межу міцності при стиску. Карбідну кераміку використовують як конструкційні матеріали, вогнетривів,  для  виготовлення  високотемпературних  нагрівачів електричних  печей  і  інструментів  у  металообробній  промисловості (кераміка на основі карбідів Ti, Nb, W).

### Нітридна кераміка
До нітридної кераміки відносять матеріали на основі BN, AlN, Si3N4 ,(U,  Рu)  N,  а  також  кераміку,  одержану  спіканням  сполук,  що  містять Si, Al,  О,  N  (за  початковими  літрами елементів,  що  входять  у  кераміку, її називають «сіалон»), або сполуки, що містять Y, Zr, О і N.  Керамічні нітридні матеріали застосовують для виготовлення  інструментів  у  металообробній  промисловості,  тиглів  для  плавки деяких напівпровідникових матеріалів, НВЧ ізоляторів та ін. Кераміка з Si3N4 — конструкційний матеріал, що замінює жароміцні сплави з Сo, Ni, Cr, Fe.

### Силіцидна кераміка
Серед силіцидної кераміки найпоширенішою є кераміка з  MoSi2.  Вона  характеризується малим електричним опором (170–200  мкОм  см),  стійкістю  в  окисних  середовищах  (до  1650°С), розплавах металів і солей. Виготовляється спіканням порошку MoSi2 з добавками Y2О3 та ін. оксидів. Застосовують для виготовлення електронагрівників, що працюють в окисних середовищах.
Із чистих фторидів, сульфідів, фосфідів, арсенідів деяких металів виготовляють  оптичну  кераміку,  що  застосовується  у  ІЧ-техніці.  
При виготовленні кераміки з глини і непластичного матеріалу останній подрібнюють у кульових млинах, а глини з додаванням води розмелюють у стругачах або розпускають у змішувачах; отримані суспензії дозують і зливають у змішувальні басейни. 

Кульовий млин

## Кермети
Кермети  — це  композиційні  матеріали,  що  містять  метали (чи сплави) і один або кілька видів кераміки. У порівнянні з вихідними компонентами мають покращені властивості. Композиції, у яких присутність  кераміки  поліпшує  властивості  металу,  називають  дисперснозміцненими  керметами  або  інфракерметами,  композиції,  у  яких метал поліпшує властивості кераміки, — ультракерметами.
Як керамічну складову в керметах звичайно використовують оксиди  Al,  Be,  Mg,  Zr,  Th,  U,  карбіди  W,  Ti,  Ta,  Nb,  Cr,  бориди  Zr,  Ti, а як металеву — тугоплавкі метали (W, Мо та ін.), метали групи Fe і легкоплавкі  метали  (Cu,  Al,  Mg).  До  керметів  відносять  також тверді сплави на основі Ni, Со й карбідів W, Ti, Та, Мо, що характеризуються високою твердістю, міцністю, жаростійкістю і жароміцністю.
При виборі вихідних компонентів керметів керуються принципами їх хімічного, фізичного і технологічного узгодження. Хімічне узгодження означає відсутність хімічної взаємодії між керамічними і металевими складовими, фізичне — відсутність взаємного розчинення при нагріванні й необхідне поєднання властивостей компонентів (коефіцієнт  теплового  розширення,  модуль  пружності  тощо),  технологічне узгодження — близькість температур спікання керамічних і металевих складових  керметів,  беруть  до  уваги  розходження  значень  густини компонентів,  змочування  легкоплавким  компонентом  більше  тугоплавкого.
Для керметів на основі оксидів найчастіше використовують метали, які утворюють оксиди, ізоморфні основному оксидному компоненту керметів, і такі, що утворюють взаємні тверді розчини. У керметах на основі карбідів використовують метали, які не утворюють карбіди або обмежено розчинюють вуглець; у керметах на основі нітридів — метали, що не утворюють стійких нітридів або обмежено розчинюють азот.
Вироби з керметів одержують головним чином спіканням, а також просоченням керамічної пористої заготовки розплавленим металом, осадженням металів з розчинів на поверхні керамічних часток. Вихідні порошки  одержують  подрібненням  (іноді  спільно)  у  кульових, вібраційних  та  ін.  млинах,  використовуючи  як  середовище  органічні рідини.  Для  попередження  розшарування  порошків  або  суспензій внаслідок  розходження  густини  металу  і  кераміки  в  суміш  вводять в'язкі рідини й різноманітні добавки. Після висушування порошки формують  пресуванням,  шлікерним  литтям,  видавлюванням,  прокаткою тощо.  Спікання  керметів  у  печах  здійснюють  в  атмосфері  інертного газу  чи  у  вакуумі.  На  цій  стадії  намагаються  уникати  окислювання, азотування  або  карбідизації  металу  і  відновлення  оксидів,  а  також дисоціації нітридів і карбідів.